# پناهگاه سنگی ملینه
پناهگاه سنگی ملینه در شهرستان گیلانغرب، بخش مرکزی، دهستان چله، ۲۰۰ متری شرق جاده شهید ثابت خواه واقع شده و این اثر در تاریخ ۱۸ اسفند ۱۳۸۷ با شمارهٔ ثبت ۲۴۸۲۵ به‌عنوان یکی از آثار ملی ایران به ثبت رسیده است.